# Gamasomorpha kabulensis
Gamasomorpha kabulensis är en spindelart som beskrevs av Roewer 1960. Gamasomorpha kabulensis ingår i släktet Gamasomorpha och familjen dansspindlar.
Artens utbredningsområde är Afghanistan. Inga underarter finns listade i Catalogue of Life.